# Kārlis Mīlenbahs
Kārlis Mīlenbahs (i ældre tyske kilder angivet som Karl Mühlenbach; født 18. januar 1853 i Kandavas pagasts i Guvernement Kurland, død 27. marts 1916 i Võru i Guvernement Livland) var en lettisk sprogforsker, pædagog, og en af grundlæggerne af lettisk lingvistik og leksikografi.
Mīlenbahs var den første person med lettisk som modersmål, som hengav sin karriere til lingvistik. Mīlenbahs studerede klassisk filologi ved Dorpat Universitet, men han fuldendte ikke sine studier ved universitetet på grund af fattigdom. Han var forfatter til mere end hundrede videnskabelige artikler om det lettiske sprog, både på lettisk, russisk og tysk. Men hans vigtigste resultat var den lettisk-tyske ordbog, der stadig er det vigtigste leksikografiske arbejde på lettisk. De første fire bind blev trykt posthumt mellem 1923 og 1932 i Riga; ordbogen blev færdiggjort og udvidet af Jānis Endzelīns, med hvem Mīlenbahs forfattede andre værker, herunder et større om lettisk grammatik. Hans polemik med digteren Rainis førte til en vigtig essay om litterært lettisk offentliggjort i 1909, og han var også oversætter af "Odysseen" (1890–1895).